# Robledo de Losada
Robledo de Losada (en cabreirés Robréu) una localidad española que forma parte del municipio de Encinedo, en la provincia de León, comunidad autónoma de Castilla y León.

## Geografía

### Ubicación
| Noroeste: Castrohinojo         | Norte: Marrubio            | Noreste: Nogar  |
| Oeste: Castrohinojo            |                            | Este: Baíllo    |
| Suroeste Quintanilla de Losada | Sur: Quintanilla de Losada | Sureste: Iruela |

## Demografía
Evolución de la población
| Gráfica de evolución demográfica de Robledo de Losada entre 2000 y 2017 |
|                                                                         |
| Población de derecho (2000-2017) según el padrón municipal del INE      |